# Regal Princess (Schiff, 2014)
Die Regal Princess ist ein Kreuzfahrtschiff von Princess Cruises. Es ist das zweite Schiff der Royal-Klasse und wurde im Mai 2014 in Dienst gestellt.

## Geschichte
Die Regal Princess wurde zusammen mit dem Schwesterschiff Royal Princess am 17. Februar 2010 bestellt. Die Kiellegung erfolgte am 28. August 2012 auf der Fincantieri-Werft in Monfalcone. Am 26. März 2013 folgte das Aufschwimmen, am 29. März 2013 das Ausdocken.
Am 11. Mai 2014 wurde die Regal Princess abgeliefert und zwei Wochen früher als geplant in Dienst gestellt.
Am 4. November lag die Regal Princess zusammen mit dem Schwesterschiff Royal Princess in Port Everglades und wurde dort am 5. November durch sechs Schauspieler der Serie Love Boat getauft.

## Ausstattung
Die Regal Princess verfügt, wie auch ihr Schwesterschiff Royal Princess, über den Seawalk, einen Glasboden 40 Meter über dem Meer. Das von Princess Cruises als erster Kreuzfahrtreederei angebotene Movies under the stars – Kino unter dem Sternenhimmel – wird auf diesem Schiff ebenfalls angeboten.